# Наречена Чакі
Наречена Чакі (англ. Bride of Chucky) — фільм жахів 1998 року.

## Сюжет
Ляльку з душею маніяка-вбивці Чакі, купила пришелепкувата Тіффані й підібрала «хлопчикові» лялькову наречену. Чакі вбиває свою господарку, а душу її вселяє у свою майбутню співмешканку. Треба сказати, що з новою оболонкою Тіффані швидко змирилася. Разом вони вирушають до Нью-Джерсі за необхідним для їхніх похмурих справ амулетом, а перевезти себе наймають нічого не підозрюючу юну парочку, для яких поїздка звернулася в кошмар.

## У ролях
- Дженніфер Тіллі — Тіффані
- Бред Дуріф — Чакі
- Кетрін Гейгл — Джейд
- Нік Стейбайл — Джессі
- Алексіс Аркетт — Деміен
- Гордон Майкл Вулветт — Девід
- Джон Ріттер — шеф Воррен Кинкейд
- Лоуренс Дейн — лейтенант Престон
- Майкл Луїс Джонсон — Нортон
- Джеймс Геллендерс — Расс
- Джанет Кіддер — Діана
- Вінс Корацца — Бейлі
- Кеті Неджимі — прибиральниця
- Парк Бенч — Стоунер
- Емілі Відон — дівчина
- Бен Басс — лейтенант Елліс
- Роджер МакКін — суддя
- Сенді Сталбренд — репортер